# Madrigalejo (kommunhuvudort)
Madrigalejo är en kommunhuvudort i Spanien.   Den ligger i provinsen Provincia de Cáceres och regionen Extremadura, i den centrala delen av landet, 220 km sydväst om huvudstaden Madrid. Madrigalejo ligger 297 meter över havet och antalet invånare är 2 093.
Terrängen runt Madrigalejo är platt, och sluttar söderut. Runt Madrigalejo är det glesbefolkat, med 19 invånare per kvadratkilometer. Närmaste större samhälle är Navalvillar de Pela, 14,6 km öster om Madrigalejo. Trakten runt Madrigalejo består till största delen av jordbruksmark.